# يوسف شلبي (عزبة)
عزبة يوسف شلبي، عزبة تابعة لقرية كفر عبد الرحمن بالوحدة المحلية لقرية العجوزين، التابعة لمركز دسوق، التابع لمحافظة كفر الشيخ في جمهورية مصر العربية.